# Auskari
Auskari eller Loukeenpöllö är en ö i Finland. Den ligger i Finska viken och i kommunen Kotka i den ekonomiska regionen  Kotka-Fredrikshamn i landskapet Kymmenedalen, i den södra delen av landet. Ön ligger omkring 24 kilometer söder om Kotka och omkring 110 kilometer öster om Helsingfors.
Öns area är 1 hektar och dess största längd är 180 meter i nord-sydlig riktning. Det finns inga samhällen i närheten.

## Klimat
Klimatet i området är tempererat. Årsmedeltemperaturen i trakten är 6 °C. Den varmaste månaden är augusti, då medeltemperaturen är 16 °C, och den kallaste är januari, med 0 °C.